# Bressonnaz
 (août 2025).
Si vous disposez d'ouvrages ou d'articles de référence ou si vous connaissez des sites web de qualité traitant du thème abordé ici, merci de compléter l'article en donnant les références utiles à sa vérifiabilité et en les liant à la section « Notes et références ».
La Bressonnaz ou la Bressonne est un cours d'eau du Plateau suisse coulant dans le canton de Vaud. C'est un affluent de la Broye, sous-bassin versant du Rhin par l'Aar.

## Géographie
Selon la typologie des cours d'eau suisses, la Bressonne est un cours d'eau calcaire du Plateau, à débit moyen - à débit fort après sa confluence avec le Carrouge -, de pente moyenne, de l'étage montagnard puis de l'étage collinéen à partir de La Râpe. Le cours d'eau est à l'état naturel ou quasi naturel.

## Cours

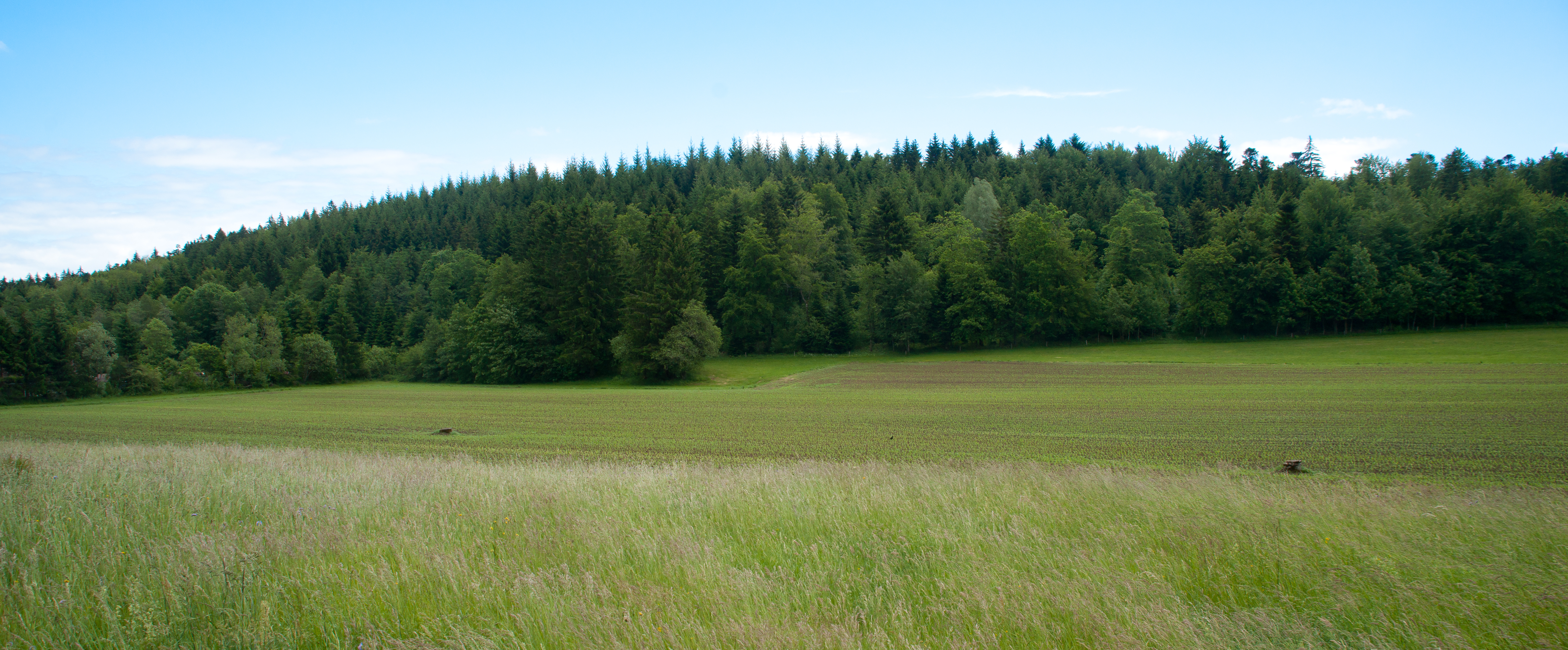
Le pré de Bressonne dans lequel la Bressonne prend sa source.

Elle prend sa source en pleine forêt dans le Bois du Jorat au nord-est du Pré de Bressonne (Chalet-à-Gobet) au lieu-dit Les Censières à environ 890 mètres d'altitude. La Bressonne coule ensuite vers le nord tout en longeant la route principale 1 entre Lausanne et Berne. Elle rejoint la Broye près du pont de Bressonnaz au lieu-dit du même nom.